# Zultanite
La Zultanite è una gemma molto rara della famiglia del Diasporo.
Pur essendo stata scoperta sui monti Urali in Russia fin dall'inizio del 1800, la sua diffusione è avvenuta solamente a partire dagli scorsi anni '70. Le pietre della migliore qualità per trasparenza e cangianza si trovano nell'altipiano dell'Anatolia in Turchia.
La sua straordinaria brillantezza e la notevole varietà delle colorazioni che, a seconda delle condizioni di illuminazione, possono variare dal verde kiwi al rosa purpureo, dal verde cachi al rosa bruno, dal chiaro color champagne al giallo cognac, hanno letteralmente conquistato il mercato delle gemme. Purtuttavia, la facilità con cui si può sfaldare ne rende estremamente difficoltoso il taglio, con perdite che possono superare anche il 90% della gemma grezza.